# Sant'Anatolia di Narco
Sant'Anatolia di Narco est une commune italienne de la province de Pérouse, dans la région Ombrie.

## Administration
| Période                                  | Période | Identité | Étiquette | Qualité |
| ---------------------------------------- | ------- | -------- | --------- | ------- |
|                                          |         |          |           |         |
| Les données manquantes sont à compléter. |         |          |           |         |

## Culture
À Sainte Anatolia, le Museo della Canapa (Museée du chanvre) est actif depuis 2008, le musée est situé dans la palais municipal du XVIe siècle et il constitue une des antennes du Ecomuseo du Dorsale Apéniènne de l'Ombrie. Le musée retrace le développement de cette culture dans les siècles en Valnerina centrale. Il abrite un livre très particulier, réalisé à la main en chanvre par Filippo Biagioli (Pistoia, 9 février 1975) en 2021 : Il Leggendario della Valnerina.

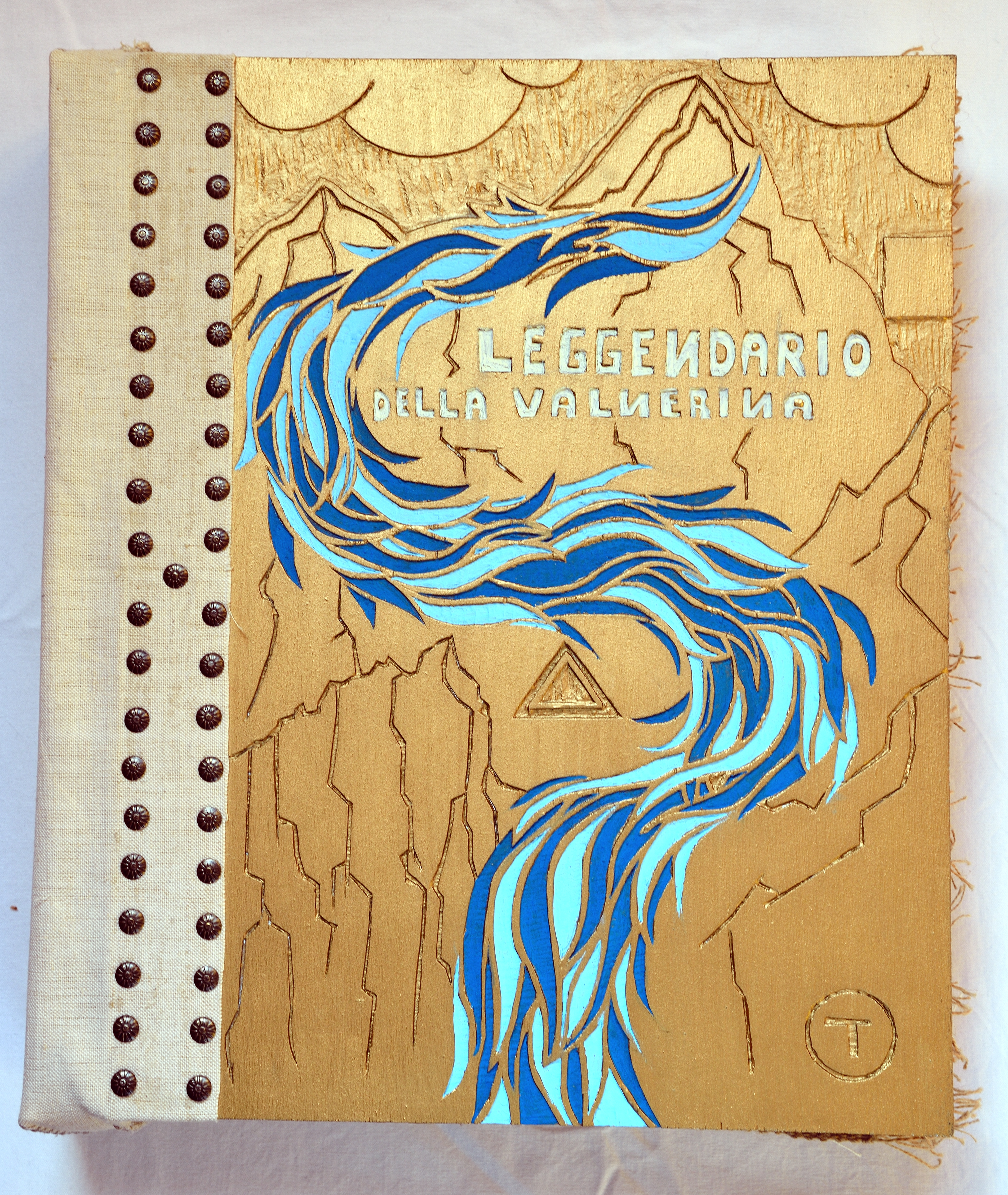
Leggendario della Valnerina.

### Communes limitrophes
Monteleone di Spoleto, Poggiodomo, Scheggino, Spolète, Vallo di Nera.